# Austroclimaciella subfusca
Austroclimaciella subfusca is een insect uit de familie van de Mantispidae, die tot de orde netvleugeligen (Neuroptera) behoort. 
Austroclimaciella subfusca is voor het eerst wetenschappelijk beschreven door Nakahara in 1912.